# زبان مینکیلی
میَنکیلی (Meänkieli به معنای «زبان ما») یک زبان فینی یا گروهی از گویش‌های مشخص فنلاندی است که در شمالی‌ترین قسمت سوئد در امتداد دره رود تورن گویش می‌شود. وضعیت آن به عنوان یک زبان مستقل مورد مناقشه است اما در سوئد به عنوان یکی از پنج زبان اقلیت این کشور شناخته شده‌است.
مینکیلی به دلیل عدم رخداد تحولات قرن ۱۹ و ۲۰ فنلاندی معیار در آن، از این زبان متمایز است. مینکیلی همچنین حاوی وام‌واژگان سوئدی و سامی بسیاری است. از نظر زبان‌شناسی، مینکیلی از دو زیر گروه گویشی دره تورن و گَلیواره تشکیل شده‌است. به دلایل تاریخی و سیاسی این زبان به عنوان زبان اقلیت در سوئد به رسمیت شناخته می‌شود. در سوئدی نوین به‌طور معمول از این زبان به عنوان مینکیلی یاد می‌شود، اگرچه به‌طور عامیانه معمولاً نام قدیمی‌تر تورندالس فینسکا («فنلاندی دره تورن») هنوز هم استفاده می‌شود.